# Ruda
Ruda là một đô thị ở tỉnh Udine trong vùng Friuli-Venezia Giulia thuộc Ý, có cự ly khoảng 40 km về phía tây bắc của Trieste và khoảng 30 km về phía đông nam của Udine.
Ruda giáp các đô thị: Aiello del Friuli, Campolongo al Torre, Cervignano del Friuli, Fiumicello, San Pier d'Isonzo, Turriaco, Villa Vicentina, Villesse.